# Mauro Tedeschini
Mauro Tedeschini (Modena, 4 dicembre 1955) è un giornalista italiano.

## Biografia
Si laurea in Giurisprudenza nel 1979, con una tesi sul diritto costituzionale, poi inizia la carriera giornalistica. Dal 1980 al 1984 lavora al settimanale Il Mondo di Rizzoli, raggiungendo la carica di capo servizio. Nel novembre 1984 passa alla sede milanese del quotidiano Corriere della Sera, dove arriva a ricoprire la posizione di vice direttore della sezione economica.
Esattamente un anno dopo viene assunto con la stessa mansione al Resto del Carlino il principale quotidiano di Bologna, dove resterà sino alla promozione a vice direttore. Nel 1997 l'editore Attilio Monti decide di unificare le edizioni nazionali dei tre quotidiani da lui posseduti (Resto del Carlino, Nazione e Il Giorno) nel network Quotidiano Nazionale ed affida a Tedeschini la direzione del Fascicolo nazionale.  Da settembre 1999 a luglio 2000 è direttore del quotidiano economico, giuridico e politico Italia Oggi e di Class Financial Network, un canale televisivo d'informazione economico-finanziaria trasmesso dall'allora emittente satellitare italiana Stream TV, ad oggi ancora presente sul canale 505 di Sky.
È stato direttore della rivista automobilistica Quattroruote per dieci anni (dal 5 luglio 2000 al 13 luglio 2010). Dal 16 luglio 2011 al 19 aprile 2012 è stato direttore responsabile della Nazione. Dal 14 luglio 2012 al 31 ottobre 2016 ha diretto il quotidiano abruzzese il Centro. È stato anche presidente della «Fondazione Casa Natale Enzo Ferrari» da marzo 2003 a novembre 2013. Nel 2017 ha fondato, insieme a Massimo Degli Esposti e Andrea Prandi, il magazine online Vaielettrico specializzato sul tema della mobilità sostenibile.

## Opere
Oltre ad altri volumi, ha pubblicato:
- L'uomo che inventò la 500, Reggio Emilia, Aliberti Editore, 2007, ISBN 978-88-7424-280-1[5].

## Premi e riconoscimenti
- 2011 - Premio «Ciliegia d'Oro» assegnato dal Centro Studi Vignola (MO)[6].